# Autobahndreieck Bayerisches Vogtland
Das Autobahndreieck Bayerisches Vogtland (Abkürzung: AD Bayerisches Vogtland; Kurzform: Dreieck Bayerisches Vogtland) ist ein Autobahndreieck bei Hof im Norden Bayerns. Hier beginnt die Bundesautobahn 72 (Hof – Leipzig) (Europastraße 441), indem sie von der Bundesautobahn 9 (Berlin – Leipzig – München) (Europastraße 51) abzweigt.

## Geographie
Das Dreieck liegt auf dem Gebiet der Gemeinden Selbitz und Köditz im oberfränkischen Landkreis Hof. Die umliegenden Gemeinden sind Leupoldsgrün und Berg in Oberfranken. Es befindet sich etwa 45 km nördlich von Bayreuth, etwa 10 km westlich von Hof und etwa 100 km südwestlich von Chemnitz.
Die nächstgelegenen Naturparks sind Frankenwald in Bayern und Thüringer Schiefergebirge/Obere Saale.
Das Dreieck hat seinen Namen von der Region Bayerisches Vogtland.
Das Autobahndreieck Bayerisches Vogtland trägt auf der A 9 die Anschlussstellennummer 33, auf der A 72 die Nummer 1.

## Bau
Der Bau wurde 1939 unter dem Namen Autobahndreieck Hof begonnen, blieb aber 1942 zunächst unvollendet. Bis 1963 bzw. 1966 musste das Dreieck über die Bundesstraße 173 umfahren werden. 1963 (Nürnberg–Chemnitz) und 1966 (Chemnitz–Nürnberg) war es vollständig fertiggestellt. Vor 1990 zweigte hier von der A 9 die damalige A 722 ab, die in Töpen endete, nachdem sie die Saale nördlich von Hof überquerte. Zwischen 1990 und 1995 wurden umfangreiche Sanierungs- und Erweiterungsarbeiten getätigt und die fehlende Verbindung von der A 72 nach Norden geschaffen. Die A 722 wurde durch den weiteren Ausbau nach Chemnitz in A 72 umbenannt. 2004 wurde das Dreieck erneuert und dem sechsspurigen Ausbau der A 9 angepasst.

## Bedeutung
Geplant in den 1930er-Jahren sollte es mit der Autobahn Hof–Chemnitz vor allem eine verbindende Funktion zwischen Bayern und Sachsen bzw. Schlesien haben.
Nach dem Kriegsende hatte es bis 1966 noch überregionale Bedeutung für den Interzonen- und Transitverkehr nach Berlin, da die Saalebrücke Rudolphstein im Zuge der A 9 zerstört war und erst 1966 wieder befahrbar gemacht wurde. Der Verkehr wurde bis dahin über Teile der heutigen A 72 umgeleitet. Zwischen 1966 und 1989 hatte es keinerlei überregionale Bedeutung; die A 72 konnte seit 1951 ohnehin nur noch bis Anschlussstelle Hof/Töpen (Hof-Nord) befahren werden und ab 1966 fiel auch die Aufgabe als Transitstrecke weg. Seit dem 19. November 1989 ist die Strecke nach Chemnitz wieder in Betrieb.

## Verkehrsaufkommen
| Von                     | Nach                    | Durchschnittliche tägliche Verkehrsstärke | Durchschnittliche tägliche Verkehrsstärke | Durchschnittliche tägliche Verkehrsstärke | Anteil Schwerlastverkehr | Anteil Schwerlastverkehr | Anteil Schwerlastverkehr |
| Von                     | Nach                    | 2005                                      | 2010                                      | 2015                                      | 2005                     | 2010                     | 2015                     |
| ----------------------- | ----------------------- | ----------------------------------------- | ----------------------------------------- | ----------------------------------------- | ------------------------ | ------------------------ | ------------------------ |
| AS Naila/Selbitz (A 9)  | AD Bayerisches Vogtland | 39.900                                    | 39.100                                    | 41.200                                    | 19,2 %                   | 20,6 %                   | 20,8 %                   |
| AD Bayerisches Vogtland | AS Hof-West (A 9)       | 53.600                                    | 52.400                                    | 54.200                                    | 18,1 %                   | 19,7 %                   | 20,5 %                   |
| AD Bayerisches Vogtland | AS Hof-Nord (A 72)      | 28.400                                    | 29.000                                    | 31.200                                    | 18,0 %                   | 19,8 %                   | 21,8 %                   |